# Szentjakabfa

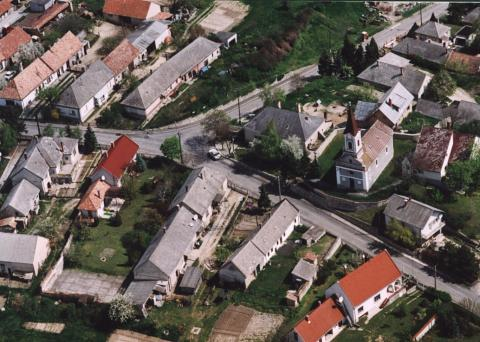
Flygbild över Szentjakabfa.

Szentjakabfa är ett samhälle i provinsen Veszprém i Ungern. Szentjakabfa ligger i distriktet Balatonfüred och har en area på 5,76 km². År 2020 hade Szentjakabfa totalt 105 invånare.